# 洛克马尼亚·提拉克终点站
洛克马尼亚·提拉克终点站（英語：Lokmanya Tilak Terminus，车站代码LTT）是一座位于印度孟买库尔拉的铁路终点站，由印度铁路中部铁路区管理，是孟买五座主要铁路终点站之一（其余为孟买CST、达达尔站、孟买中央站和班德拉终点站）。该站原名为库尔拉终点站（英語：Kurla Terminus）。
车站邻近孟买市郊铁路的库尔拉站和提拉克纳加尔站。

## 历史
该站于1991年启用，原名“库尔拉终点站”（英語：Kurla Terminus）。1996年，大孟买都会法团（BMC）批准将车站冠上印度独立运动领导者之一的洛克马尼亚·提拉克之名，并通过邦政府将提案上交给联合政府。此后在时任铁道部长的请求下，时任内政部长L·K·阿德瓦尼批准了这一提案。
2003年，随着孟买贾特拉帕蒂·希瓦吉·摩诃罗阇终点站达到饱和，难以承接更多长途快车，中部铁路区决定让LTT站承担更多铁路交通量。2006年，中部铁路区孟买铁路分区批准LTT站新站房设计，替换原有年久失修的站房，新站房由建筑师P·K·Das设计。孟买大都会区发展局也同意建造连接车站和附近的高架道路的匝道，作为桑塔克鲁兹-琴布尔连接路的一部分。经过三年的建设，新站房于2013年4月16日启用，占地面积5万平方米，拥有3300平方米的大堂。
2012年10月，中部铁路区宣布将在5-6年内取消达达尔站的所有长途列车服务，并转移至LTT站，LTT站同步将站台从5个扩建至12个，并加强与其他交通方式的衔接，建设商场、多层停车场、扶手电梯、餐厅、星级酒店，并改善标识标牌，提升内外形象。该计划将采用PPP模式进行，预计耗资500亿-600亿卢比，项目将利用中部铁路区在车站附近获得的20英亩土地，由铁路土地发展局执行。

## 结构
LTT站为尽端式车站，设于孟买市郊铁路中央线东南侧，车站延伸出的轨道向东北方向延伸，并与中央线的轨道平行，构成六线区间。车站设有5个港湾式站台和5条到发线。车站北侧为编组站，编组站北侧靠近库尔拉动车组车库。

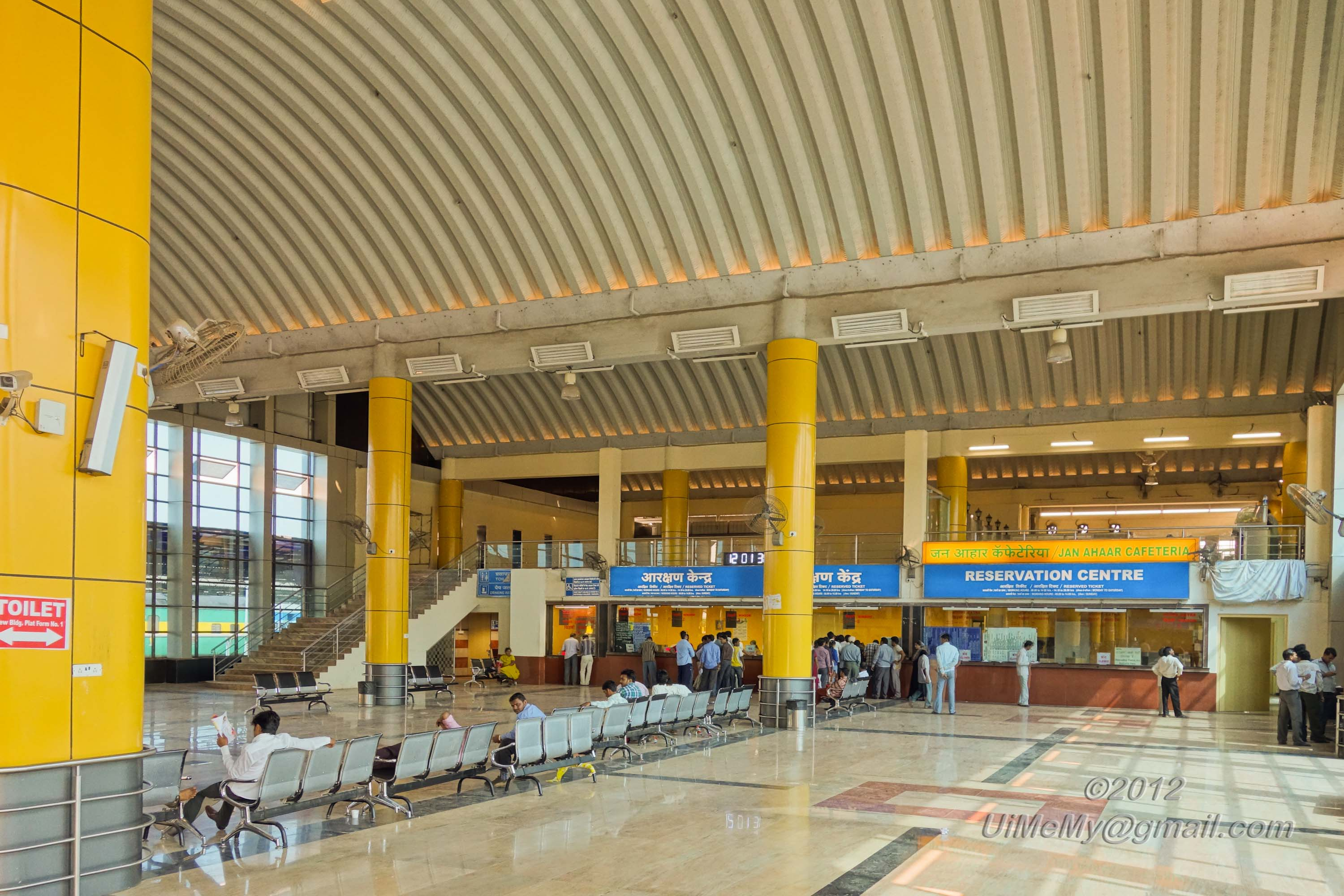
大堂
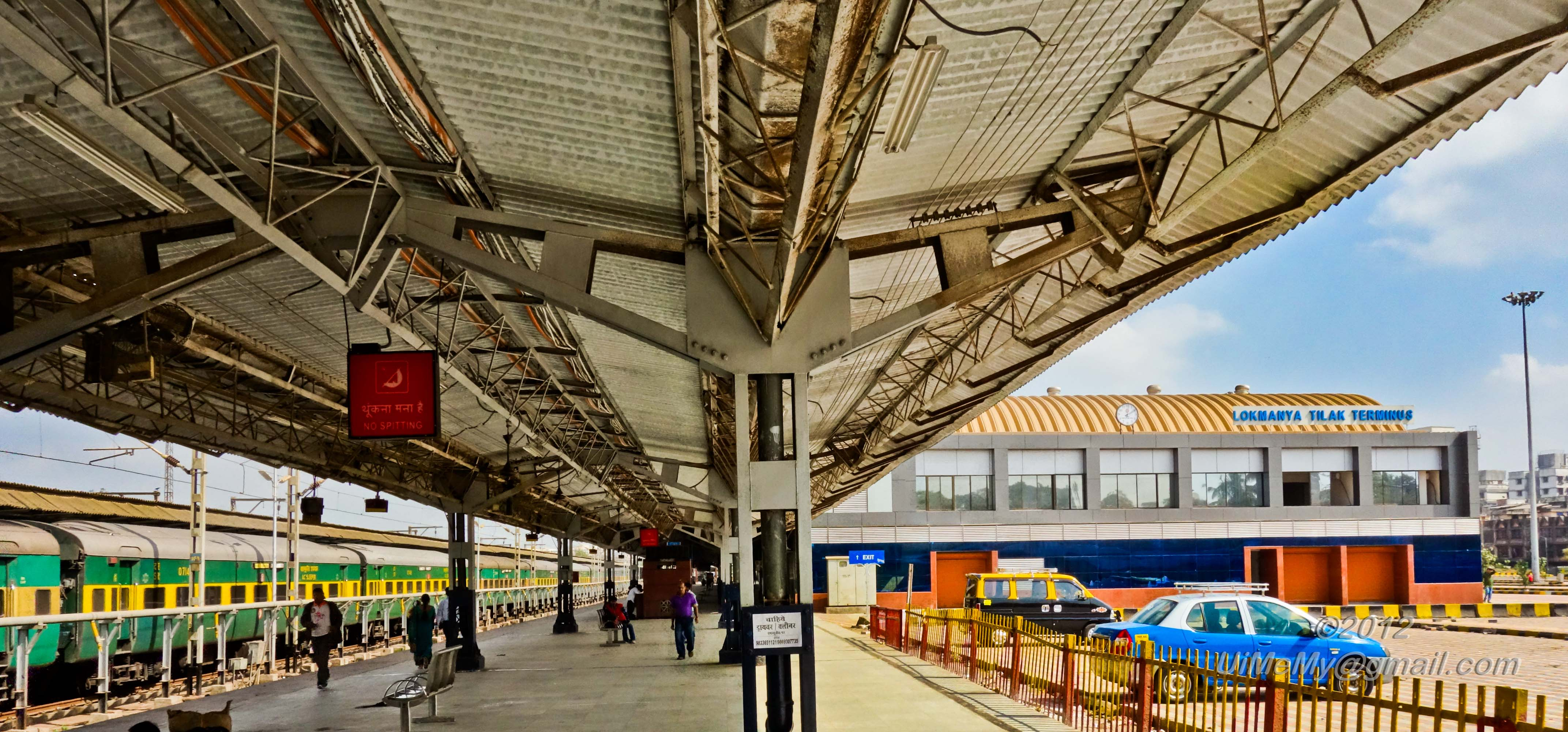
站台

## 住宿
2013年4月16日，车站增设空调住宿服务，设有24个床位，只面向女性提供。

## 雨水收集
2012年10月，车站完成雨水收集设施的安装，耗资100万卢比，可满足车站约40%的用水需求。该设施还有利于雨水渗入地下土层，减少周边地区在雨季的洪涝灾害。该工程开挖了2公里长的沟槽，并用碎石填充。